# Alexandru Dedov
Alexandru Dedov (sinh ngày 26 tháng 7 năm 1989) là cầu thủ bóng đá Moldova chơi ở vị trí tiền vệ cho câu lạc bộ Zimbru.

## Bàn thắng quốc tế
Tỷ số và kết quả liệt kê bàn thắng đầu tiên của Moldova.
| 1.                           | 14 tháng 8 năm 2013 | Sân vận động Zimbru, Chişinău, Moldova | Andorra | 1–1 | 1–1 | Giao hữu                                     |
| 2.                           | 8 tháng 10 năm 2014 | Sân vận động Zimbru, Chişinău, Moldova | Áo      | 1–1 | 1–2 | Vòng loại UEFA Euro 2016                     |
| 3.                           | 11 tháng 6 năm 2017 | Sân vận động Zimbru, Chişinău, Moldova | Gruzia  | 2–0 | 2–2 | Vòng loại giải vô địch bóng đá thế giới 2018 |
| Tính đến 11 tháng 6 năm 2017 |                     |                                        |         |     |     |                                              |

## Danh hiệu
FK Ventspils
- Virsliga: 2008

Dacia Chişinău
- Giải vô địch quốc gia Moldova: 2010–11

Sheriff Tiraspol
- Giải vô địch quốc gia Moldova: 2011–12

Zimbru Chișinău
- Cúp Moldova: 2013-14
- Siêu cúp Moldova: 2014